# 고묘촌 (시즈오카현)
고묘촌(光明村)은 시즈오카현의 서부, 도요다군・이와타군에 속해있던 촌이다. 현재의 하마마쓰시에 해당한다.

## 역사
- 1889년 4월 1일 - 정촌제 시행에 의해 도요다군 고묘촌이 성립하였다.
- 1896년 4월 1일 - 군 개편에 의해 이와타군에 속하게 되었다.
- 1956년 9월 30일 - 후타마타정, 다쓰카와촌, 가미아타고촌, 시모아타고촌, 구마촌과 합병해, 새로운 후타마타정이 성립하여, 동일 고묘촌은 폐지되었다.

## 교통

### 도로
- 국도 제152호선

## 참고문헌
- 『가도카와 일본 지명 대사전 22 静岡県』。